# شینجی یاماگوچی
شینجی یاماگوچی (انگلیسی: Shinji Yamaguchi؛ زادهٔ ۲۶ آوریل ۱۹۹۶) بازیکن فوتبال اهل ژاپن است.
از باشگاه‌هایی که در آن بازی کرده‌است می‌توان به باشگاه فوتبال ویسل کوبه اشاره کرد.